# Baracé
Baracé est une commune française située dans le département de Maine-et-Loire en région Pays de la Loire.

## Géographie

### Localisation
Commune angevine du Baugeois, Baracé se situe sur les routes D 68, Tiercé - Huillé, et D 136, Daumeray.
|        | Morannes sur Sarthe-Daumeray (Daumeray) |                |
| Tiercé | Baracé                                  | Huillé-Lézigné |
|        | Seiches-sur-le-Loir                     |                |

### Climat
Pour des articles plus généraux, voir Climat des Pays de la Loire et Climat de Maine-et-Loire.
En 2010, le climat de la commune est de type climat océanique altéré, selon une étude du CNRS s'appuyant sur une série de données couvrant la période 1971-2000. En 2020, Météo-France publie une typologie des climats de la France métropolitaine dans laquelle la commune est exposée à un climat océanique et est dans la région climatique Moyenne vallée de la Loire, caractérisée par une bonne insolation (1 850 h/an) et un été peu pluvieux.
Pour la période 1971-2000, la température annuelle moyenne est de 11,9 °C, avec une amplitude thermique annuelle de 14,1 °C. Le cumul annuel moyen de précipitations est de 661 mm, avec 11,5 jours de précipitations en janvier et 6,1 jours en juillet. Pour la période 1991-2020, la température moyenne annuelle observée sur la station météorologique de Météo-France la plus proche, sur la commune de Montreuil-sur-Loir à 5 km à vol d'oiseau, est de 12,3 °C et le cumul annuel moyen de précipitations est de 697,3 mm,. Pour l'avenir, les paramètres climatiques de la commune estimés pour 2050 selon différents scénarios d'émission de gaz à effet de serre sont consultables sur un site dédié publié par Météo-France en novembre 2022.

## Urbanisme

### Typologie
Au 1er janvier 2024, Baracé est catégorisée commune rurale à habitat dispersé, selon la nouvelle grille communale de densité à sept niveaux définie par l'Insee en 2022.
Elle est située hors unité urbaine. Par ailleurs la commune fait partie de l'aire d'attraction d'Angers, dont elle est une commune de la couronne,. Cette aire, qui regroupe 81 communes, est catégorisée dans les aires de 200 000 à moins de 700 000 habitants,.

### Occupation des sols
L'occupation des sols de la commune, telle qu'elle ressort de la base de données européenne d’occupation biophysique des sols Corine Land Cover (CLC), est marquée par l'importance des territoires agricoles (80,4 % en 2018), en diminution par rapport à 1990 (82,3 %). La répartition détaillée en 2018 est la suivante : 
prairies (52,5 %), forêts (19,6 %), zones agricoles hétérogènes (19,3 %), terres arables (8,6 %). L'évolution de l’occupation des sols de la commune et de ses infrastructures peut être observée sur les différentes représentations cartographiques du territoire : la carte de Cassini (XVIIIe siècle), la carte d'état-major (1820-1866) et les cartes ou photos aériennes de l'IGN pour la période actuelle (1950 à aujourd'hui).

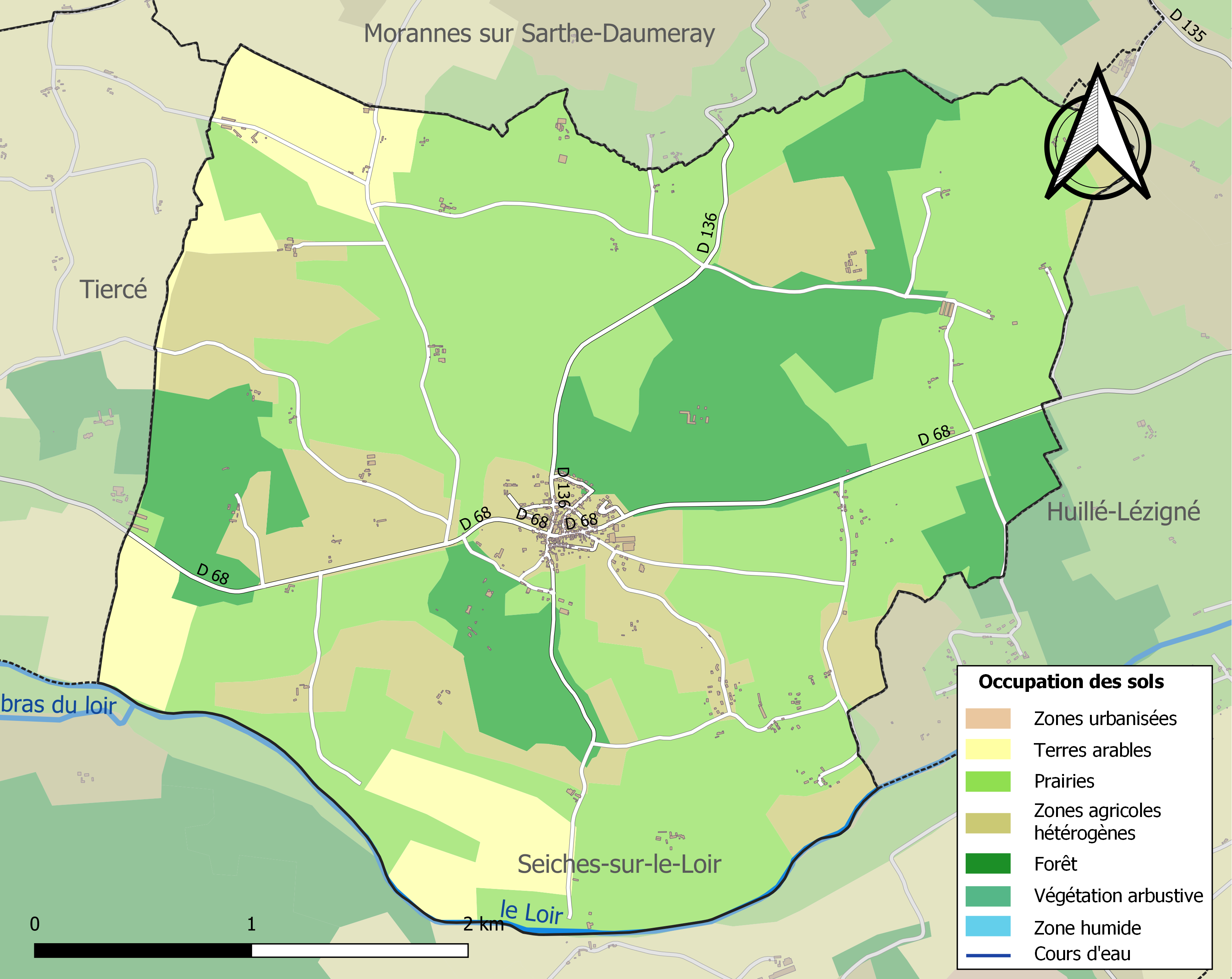
Carte des infrastructures et de l'occupation des sols de la commune en 2018 (CLC).

## Toponymie
Ad Barrachiacum en 1050.

## Histoire
Pendant la Première Guerre mondiale, 24 habitants perdent la vie. Lors de la Seconde Guerre mondiale, 2 habitants sont tués.

## Politique et administration

### Administration municipale
| Période                                  | Période                   | Identité                          | Étiquette | Qualité                                                                            |
| ---------------------------------------- | ------------------------- | --------------------------------- | --------- | ---------------------------------------------------------------------------------- |
| an III                                   |                           | Nicolas Robert                    |           |                                                                                    |
| 20 juin 1800                             | 7 avril 1807              | Louis Dailière                    |           | remplacé en novembre 1806, remis en place en février 1807, révoqué le 7 avril 1807 |
| 2 juillet 1808                           |                           | Armand-Victor Destriché de Baracé |           |                                                                                    |
| 30 juillet 1813                          |                           | Jacques Allard                    |           |                                                                                    |
| 7 décembre 1815                          |                           | Victor Destriché de Baracé        |           |                                                                                    |
| 17 décembre 1815                         |                           | Jean Daillière                    |           |                                                                                    |
| 1816                                     |                           | Mathurin Hamé                     |           |                                                                                    |
| 1821                                     |                           | André-Éloi Gouffier               |           |                                                                                    |
| 1839                                     |                           | Jean Turquais                     |           |                                                                                    |
| 1849                                     |                           | Prosper-Désiré comte Benoist      |           |                                                                                    |
| 1858                                     |                           | René Ménier                       |           |                                                                                    |
| 1870                                     |                           | Charles de Manneville             |           |                                                                                    |
| 1904                                     |                           | Posper de Manneville              |           |                                                                                    |
| 1945                                     |                           | Louis Sallé                       |           |                                                                                    |
| 1959                                     |                           | Eric Lagache                      |           |                                                                                    |
| juin 1995                                | mars 2008                 | Gilbert Le Gouic                  |           | retraité de l'industrie                                                            |
| mars 2008                                | mai 2020                  | Daniel Le Gouic                   |           | retraité du génie civil                                                            |
| mai 2020                                 | En cours (au 29 mai 2020) | Christine Richard                 |           |                                                                                    |
| Les données manquantes sont à compléter. |                           |                                   |           |                                                                                    |

### Intercommunalité
La commune est membre de la communauté de communes Anjou Loir et Sarthe, elle-même membre du syndicat mixte Pays des Vallées d'Anjou.

## Population et société

### Démographie

#### Évolution démographique
L'évolution du nombre d'habitants est connue à travers les recensements de la population effectués dans la commune depuis 1793. Pour les communes de moins de 10 000 habitants, une enquête de recensement portant sur toute la population est réalisée tous les cinq ans, les populations de référence des années intermédiaires étant quant à elles estimées par interpolation ou extrapolation. Pour la commune, le premier recensement exhaustif entrant dans le cadre du nouveau dispositif a été réalisé en 2007.

En 2022, la commune comptait 629 habitants, en évolution de +9,97 % par rapport à 2016 (Maine-et-Loire : +2,12 %, France hors Mayotte : +2,11 %).
| 1793 | 1800 | 1806 | 1821 | 1831 | 1836 | 1841 | 1846 | 1851 |
| ---- | ---- | ---- | ---- | ---- | ---- | ---- | ---- | ---- |
| 639  | 616  | 655  | 663  | 761  | 784  | 716  | 678  | 654  |

| 1856 | 1861 | 1866 | 1872 | 1876 | 1881 | 1886 | 1891 | 1896 |
| ---- | ---- | ---- | ---- | ---- | ---- | ---- | ---- | ---- |
| 681  | 705  | 723  | 696  | 722  | 683  | 666  | 672  | 625  |

| 1901 | 1906 | 1911 | 1921 | 1926 | 1931 | 1936 | 1946 | 1954 |
| ---- | ---- | ---- | ---- | ---- | ---- | ---- | ---- | ---- |
| 637  | 589  | 549  | 492  | 481  | 471  | 464  | 413  | 436  |

| 1962 | 1968 | 1975 | 1982 | 1990 | 1999 | 2006 | 2007 | 2012 |
| ---- | ---- | ---- | ---- | ---- | ---- | ---- | ---- | ---- |
| 427  | 384  | 304  | 312  | 301  | 317  | 408  | 421  | 507  |

| 2017 | 2022 | - | - | - | - | - | - | - |
| ---- | ---- | - | - | - | - | - | - | - |
| 580  | 629  | - | - | - | - | - | - | - |

#### Pyramide des âges
La population de la commune est relativement jeune.
En 2018, le taux de personnes d'un âge inférieur à 30 ans s'élève à 43,0 %, soit au-dessus de la moyenne départementale (37,2 %). À l'inverse, le taux de personnes d'âge supérieur à 60 ans est de 14,8 % la même année, alors qu'il est de 25,6 % au niveau départemental.
En 2018, la commune comptait 303 hommes pour 285 femmes, soit un taux de 51,53 % d'hommes, largement supérieur au taux départemental (48,63 %).
Les pyramides des âges de la commune et du département s'établissent comme suit.
| Hommes | Classe d’âge | Femmes |
| ------ | ------------ | ------ |
| 0,7    | 90 ou +      | 0,7    |
| 3,6    | 75-89 ans    | 4,2    |
| 10,9   | 60-74 ans    | 9,5    |
| 15,3   | 45-59 ans    | 15,9   |
| 24,8   | 30-44 ans    | 28,5   |
| 16,0   | 15-29 ans    | 13,8   |
| 28,6   | 0-14 ans     | 27,3   |

| Hommes | Classe d’âge | Femmes |
| ------ | ------------ | ------ |
| 0,9    | 90 ou +      | 2,1    |
| 7      | 75-89 ans    | 9,5    |
| 16,2   | 60-74 ans    | 16,9   |
| 19,4   | 45-59 ans    | 18,7   |
| 18,2   | 30-44 ans    | 17,5   |
| 18,8   | 15-29 ans    | 17,6   |
| 19,5   | 0-14 ans     | 17,6   |

## Économie
Sur 32 établissements présents sur la commune à fin 2010, 34 % relèvent du secteur de l'agriculture (pour une moyenne de 17 % sur le département), 9 % du secteur de l'industrie, 6 % du secteur de la construction, 44 % de celui du commerce et des services et 6 % du secteur de l'administration et de la santé. Cinq ans plus tard, en 2015, sur les 43 établissements présents, 21 % relèvent du secteur de l'agriculture (pour une moyenne de 11 % sur le département), 5 % du secteur de l'industrie, 14 % de celui de la construction, 49 % du secteur du commerce et des services et 12 % de celui de l'administration et de la santé.

## Culture locale et patrimoine

### Lieux et monuments
- Église Saint-Aubin ;
- Réplique de la grotte de Lourdes.

### Personnalités liées à la commune
- Famille de La Motte-Baracé.
- Lino Ventura, pour se soustraire à la Gestapo qui le recherchait, quitta Paris pour vivre à Baracé de 1943 jusqu'à la Libération[27]. Son épouse, Odette Ventura, y est décédée le 15 mai 2013 ; le couple possédait une maison depuis 1962[28].